# PGC 66723
LEDA/PGC 66723 (IC 5105A) ist eine Balken-Spiralgalaxie vom Hubble-Typ SBc im Sternbild Microscopium am Südsternhimmel. Sie ist schätzungsweise 226 Millionen Lichtjahre von der Milchstraße entfernt und hat einen Durchmesser von etwa 140.000 Lichtjahren. 

Im selben Himmelsareal befindet sich die Galaxie IC 5105.